# Inmigración mexicana en El Salvador
El Salvador es el décimo cuarto país donde más mexicanos residen fuera de México que se estima aproximadamente 1,737 individuos que se desplazan hacia el país centroamericano para realizar actividades empresariales, comerciales, industriales y turísticos. La comunidad mexicana se ha establecido principalmente en San Salvador y Santa Ana.
Los mexicanos en El Salvador son una comunidad que se renueva constantemente, esto debido a que muchos de los mexicanos residentes son personas que trabajan para empresas mexicanas (principalmente en grandes ciudades del país) y llegan por contratos laborales para un plazo de tiempo determinado; esto es así porque en la década de 1990 a la fecha comenzó a manifestarse un fenómeno migratorio de mexicanos hacia el país por cuestiones empresariales o laborales, Las empresas mexicanas han encontrado un desarrollo importante entre los consumidores salvadoreños.

## Cultura mexicana en El Salvador
Culturalmente México no ha recibido influencia de El Salvador ni de ningún país centroamericano, sino todo lo contrario, es El Salvador el que se ve influenciado por México, solo estados del sur de México han tenido una influencia pero no se relaciona con una cultura distinta, aunque venden pupusas en muchos puestos.
No existen elementos culturales que hagan diferentes a los salvadoreños de los mexicanos a diferencia de otros países como Belice, Costa Rica, Panamá y Honduras que tienen una importante cultura afro-caribeña y grupos indígenas relacionados con Sudamérica. El Salvador es mucho más cercano a México por el idioma Náhuat que es una lengua muy cercana al náhuatl y que tiene una diferenciación similar o comparable entre el portugués y el castellano.[cita requerida]